# Tsukasa Umesaki
Tsukasa Umesaki (梅崎 司 Umesaki Tsukasa?,  Isahaya, Nagasaki, 23 de febrer de 1987) es un exfutbolista japonés que jugaba de centrocampista.

## Trayectoria

### Clubes
| Club                        | País    | Año       |
| --------------------------- | ------- | --------- |
| Oita Trinita                | Japón   | 2005-2007 |
| Grenoble Foot 38 (préstamo) | Francia | 2007      |
| Urawa Red Diamonds          | Japón   | 2008-2017 |
| Shonan Bellmare             | Japón   | 2018-2021 |
| Oita Trinita                | Japón   | 2021-2024 |

### Selección nacional
| Selección nacional | País  | Año       |
| ------------------ | ----- | --------- |
| Sub-20             | Japón | 2006-2007 |
| Sub-23             | Japón | 2007-2008 |
| Absoluta           | Japón | 2006      |

## Palmarés

### Títulos nacionales
| Título         | Club               | País  | Año  |
| -------------- | ------------------ | ----- | ---- |
| Copa J. League | Urawa Red Diamonds | Japón | 2016 |
| Copa J. League | Shonan Bellmare    | Japón | 2018 |

### Títulos internacionales
| Título                      | Club (*)           | Sede    | Año  |
| --------------------------- | ------------------ | ------- | ---- |
| Copa Suruga Bank            | Urawa Red Diamonds | Saitama | 2017 |
| Liga de Campeones de la AFC | Urawa Red Diamonds | Saitama | 2017 |

(*) Incluyendo la selección.